# Джошуа Буатсі — Ден Азіз
Бій Джошуа Буатсі — Ден Азіз (англ. Joshua Buatsi vs Dan Azeez), з назвою Шляхи переплітаються (англ. Paths Collide) — професійний боксерський поєдинок між першим номером рейтингу WBA у напівважкій вазі Джошуа Буатсі і другим номером рейтингу WBA у напівважкій вазі Деном Азізом. Бій повинен був відбутися 21 жовтня 2023 року на О2 Арені у Гринвічі (Лондон), проте в результаті був перенесений на 3 лютого 2024 року. Переможцем поєдинку і водночас обов'язковим претендентом на титул WBA, який належить киргизу з російським громадянством Дмитру Біволу, став Джошуа Буатсі.

## Передумови
Джошуа Буатсі (17-0, 13 КО), уродженець Аккри (Гана) з британським громадянством і бронзовий призер літніх Олімпійських ігор 2016 у напівважкій вазі, провів свій останній бій 6 травня 2023 року, здолавши одностайним рішенням до цього непереможного поляка Павела Степієна (100—90, 98—92, 97—94). За 2 роки до цього Буатсі здобув перемогу технічним нокаутом в одинадцятому раунді над латвійцем Річардом Болотніксом.
Бій 21 жовтня стане для Джошуа першим з часів підписання контракту з промоутерською компанією BOXXER. До цього британець співпрацював з Matchroom Boxing Едді Гірна.
Ден Азіз (19-0, 13 КО) 11 березня 2023 року провів бій у Zénith Paris — La Villette в андеркарді поєдинку між Тоні Йокою і Карлосом Такамом. Тоді уродженець Лондона здолав технічним нокаутом в дванадцятому раунді Томаса Фаре. За 3 місяці до цього Азіз нокаутував Рокі Філдінга — боксера, який до цього поступався лише Саулю Альваресу та Каллуму Сміту.
Востаннє Азіз виходив на професійний ринг 15 липня 2023 року, коли здолав у 8-раундовому бою у Вербанії (Італія) Халіда Грайдію.

## Час початку
Мейнкард розпочнеться о 21:00 за київським часом, а головна подія — о 00:00.